# David Pope
David William Pope (Newport News, 15 aprile 1962 – Newport News, 21 ottobre 2016) è stato un cestista statunitense, professionista nella NBA.

## Carriera
È stato selezionato dagli Utah Jazz al terzo giro del Draft NBA 1984 (62ª scelta assoluta).